# Macromia arachnomima
Macromia arachnomima – gatunek ważki z rodziny Macromiidae.